# Myrteola acerosa
Myrteola acerosa är en myrtenväxtart som först beskrevs av Otto Karl Berg, och fick sitt nu gällande namn av Karl Ewald Maximilian Burret. Myrteola acerosa ingår i släktet Myrteola och familjen myrtenväxter.
Artens utbredningsområde är Peru. Inga underarter finns listade i Catalogue of Life.